# 马尔代夫LGBT权益
女同性恋，男同性恋，双性恋和跨性别（LGBT）权益在马尔代夫的法律和社会领域中都没有保障。国家强烈反对法律改革促进LGBT权利的发展。马尔代夫是在2008年联合国关于性取向和性别认同的宣言中签署反对同性恋权利文件的最初57个成员之一（现在是54个）。2011年，马尔代夫进一步拒绝了南非共和国提出的联合国人权理事会对LGBT权利决议的的具有里程碑意义的提案。此后，许多在该国发展LGBT权利的尝试均遭到政府的拒绝。 同性恋最初在十九世纪八十年代在马尔代夫被定为犯罪。马尔代夫法律将同性恋定为犯罪，并规定对同性性行为和同性伴侣关系进行刑事处罚。《马尔代夫刑法》与伊斯兰教法相配合通过捆绑，监禁和死刑来惩罚任何与同性恋有关的行为。尽管如此，同性恋也很少被起诉，但却仍然是一个社会的禁忌，性取向歧视经常发生，同性恋社群经常受到仇恨犯罪和其他侵犯人权的侵害。

## 概况
| 同性性行为合法                                       | 否    |
| 同意年龄平等                                         | 否    |
| 反就业歧视法律                                       | 否    |
| 提供商品和服务的反歧视法律                           | 否    |
| 在所有其他领域的反歧视法律（包括间接歧视，仇恨言论） | 否    |
| 同性婚姻                                             | 否    |
| 同性伴侣关系                                         | 否    |
| 同性伴侣收养子女                                     | 否    |
| 同性恋军人允许公开服役                               | check |
| 有权改变法律性别                                     | 否    |
| 女同性恋试管婴儿                                     | 否    |
| 男同性恋情侣商业代孕                                 | 否    |
| 男男性接触人群（MSM）允许献血                        | check |